# Emma Terho
Temple de la renommée finlandais : 2019
Emma Kriistina Terho née Laaksonen (née le 17 décembre 1981 à Washington au District de Columbia aux États-Unis) est une joueuse finlandais de hockey sur glace, double médaillé de bronze aux Jeux olympiques avec l'Équipe nationale finlandaise. Elle occupe le poste d'ambassadrice pour le hockey féminin au Kazakhstan. Lors des Jeux olympiques d'hiver 2018 à PyeongChang Emma Terho est élue par ses pairs à la commission des athlètes du Comité international olympique, dont elle devient membre pour une période de huit ans. En août 2021, elle est élue présidente de cette commission.  

## Biographie
Née à Washington DC, Emma commence à jouer en professionnel en 1996 avec les Espoo Blues, alors qu'elle n'a que 14 ans. À seize ans, en 1998, alors qu'elle évolue encore à Espoo, elle participe aux Jeux olympiques où elle remporte une médaille de bronze. En 2000, elle quitta la Finlande pour se joindre aux Buckeyes d'Ohio State. En 2002, elle participe à ses deuxièmes Jeux olympiques, elle fut cocapitaine de son équipe. En 2004, elle quitta les Buckeyes, plus tard, en 2008-09, elle devint la première hockeyeuse à voir son numéro être retiré par les Buckeyes, ce numéro est le numéro 3. Ensuite, elle retourne jouer avec Espoo. En 2006, elle participe à ses troisièmes Jeux olympiques, elle fut nommée cocapitaine des finlandaise. En 2007-08, elle fit une saison en Russie avec le SKIF Nijni Novgorod, où elle remporte le championnat russe. Cependant, dès la saison suivante, elle repart chez les Blues. Elle est capitaine de la sélection finlandaise en 2008 et 2009. En 2010, elle participe à ses quatrièmes Jeux olympiques où elle remporte sa deuxième médaille de bronze. En avril 2011, elle annonce qu'elle prend une année de repos du hockey professionnel.
De par son élection à la commission des athlètes du  Comité international olympique en 2018, Emma Terho est membre de l'institution pour une période de huit ans. En août 2021 elle intègre la commission exécutive du CIO, après avoir été élue présidente de celle des athlètes. 

## Statistiques

### En club
| Saison    | Équipe                | Ligue          |                            | Saison régulière           | Saison régulière           | Saison régulière           | Saison régulière           | Saison régulière           |                            | Séries éliminatoires       | Séries éliminatoires       | Séries éliminatoires       | Séries éliminatoires | Séries éliminatoires |
| Saison    | Équipe                | Ligue          | PJ                         | B                          | A                          | Pts                        | Pun                        | PJ                         | B                          | A                          | Pts                        | Pun                        |                      |                      |
| 1996-1997 | Espoo Blues           | SM-Sarja       | 24                         | 3                          | 5                          | 8                          | 8                          | 4                          | 0                          | 2                          | 2                          | 2                          |                      |                      |
| 1997-1998 | Espoo Blues           | SM-Sarja       | 23                         | 3                          | 3                          | 6                          | 4                          | 4                          | 0                          | 0                          | 0                          | 4                          |                      |                      |
| 1998-1999 | Espoo Blues           | SM-Sarja       | 23                         | 2                          | 6                          | 8                          | 8                          | 6                          | 1                          | 0                          | 1                          | 4                          |                      |                      |
| 1999-2000 | Espoo Blues           | SM-Sarja       | 25                         | 7                          | 7                          | 14                         | 4                          | 6                          | 1                          | 3                          | 4                          | 4                          |                      |                      |
| 2000-2001 | Buckeyes d'Ohio State | NCAA           | 34                         | 19                         | 18                         | 37                         | 10                         |                            |                            |                            |                            |                            |                      |                      |
| 2001-2002 | Buckeyes d'Ohio State | NCAA           | 25                         | 6                          | 15                         | 21                         | 10                         |                            |                            |                            |                            |                            |                      |                      |
| 2002-2003 | Buckeyes d'Ohio State | NCAA           | 31                         | 6                          | 15                         | 21                         | 14                         |                            |                            |                            |                            |                            |                      |                      |
| 2003-2004 | Buckeyes d'Ohio State | NCAA           | 35                         | 3                          | 16                         | 19                         | 12                         |                            |                            |                            |                            |                            |                      |                      |
| 2004-2005 | Espoo Blues           | SM-Sarja       | 19                         | 6                          | 11                         | 17                         | 8                          | 5                          | 0                          | 2                          | 2                          | 0                          |                      |                      |
| 2005-2006 | Espoo Blues           | SM-Sarja       | 22                         | 4                          | 10                         | 14                         | 16                         | 5                          | 3                          | 1                          | 4                          | 4                          |                      |                      |
| 2006-2007 | Espoo Blues           | SM-Sarja       | 17                         | 3                          | 11                         | 14                         | 10                         | 7                          | 0                          | 6                          | 6                          | 2                          |                      |                      |
| 2007-2008 | SKIF Nijni Novgorod   | Russie         | Statistiques indisponibles | Statistiques indisponibles | Statistiques indisponibles | Statistiques indisponibles | Statistiques indisponibles | Statistiques indisponibles | Statistiques indisponibles | Statistiques indisponibles | Statistiques indisponibles | Statistiques indisponibles |                      |                      |
| 2008-2009 | Espoo Blues           | SM-sarja       | 19                         | 2                          | 32                         | 34                         | 6                          | 6                          | 3                          | 3                          | 6                          | 6                          |                      |                      |
| 2009-2010 | Espoo Blues           | SM-sarja       | 18                         | 8                          | 11                         | 19                         | 12                         | 12                         | 2                          | 9                          | 11                         | 12                         |                      |                      |
| 2009-2010 | Suomi NMJ             | Jr. C SM-Sarja | 10                         | 0                          | 4                          | 4                          | 6                          | -                          | -                          | -                          | -                          | -                          |                      |                      |
| 2010-2011 | Espoo Blues           | SM-sarja       | 25                         | 9                          | 29                         | 38                         | 16                         | 4                          | 1                          | 3                          | 4                          | 6                          |                      |                      |
| 2011-2012 | Espoo Blues           | SM-sarja       | -                          | -                          | -                          | -                          | -                          | 2                          | 0                          | 0                          | 0                          | 0                          |                      |                      |
| 2012-2013 | Espoo Blues           | SM-sarja       | 25                         | 21                         | 2                          | 22                         | 24                         | 9                          | 2                          | 5                          | 7                          | 4                          |                      |                      |
| 2013-2014 | Espoo Blues           | SM-sarja       | 22                         | 5                          | 22                         | 27                         | 6                          | 3                          | 0                          | 4                          | 4                          | 0                          |                      |                      |
| 2014-2015 | Espoo Blues           | SM-sarja       | 2                          | 0                          | 2                          | 2                          | 0                          | -                          | -                          | -                          | -                          | -                          |                      |                      |
| 2016-2017 | Espoo Blues           | SM-sarja       | 1                          | 0                          | 1                          | 1                          | 0                          | 5                          | 0                          | 2                          | 2                          | 4                          |                      |                      |
| 2018-2019 | Espoo Blues           | SM-sarja       | 1                          | 0                          | 1                          | 1                          | 0                          | -                          | -                          | -                          | -                          | -                          |                      |                      |

### En équipe nationale
| Année | Équipe   | Compétition          |   | PJ | B | A | Pts | Pun |
| 1998  | Finlande | Jeux olympiques      | 7 | 0  | 0 | 0 | 4   |     |
| 2000  | Finlande | Championnat du monde | 5 | 0  | 0 | 0 | 2   |     |
| 2001  | Finlande | Championnat du monde | 5 | 0  | 1 | 1 | 4   |     |
| 2002  | Finlande | Jeux olympiques      | 6 | 2  | 2 | 4 | 0   |     |
| 2004  | Finlande | Championnat du monde | 5 | 0  | 1 | 1 | 2   |     |
| 2005  | Finlande | Championnat du monde | 5 | 0  | 1 | 1 | 2   |     |
| 2006  | Finlande | Jeux olympiques      | 6 | 2  | 0 | 2 | 16  |     |
| 2008  | Finlande | Championnat du monde | 5 | 1  | 3 | 4 | 0   |     |
| 2009  | Finlande | Championnat du monde | 5 | 0  | 2 | 2 | 4   |     |
| 2010  | Finlande | Jeux olympiques      | 6 | 0  | 0 | 0 | 2   |     |

## Récompenses
- Championne de Finlande : 1999, 2000, 2005, 2007 et 2009[2].
- Championne de Russie : 2008[2].
- Chandail retiré par les Buckeyes d'Ohio State[2].
- Finaliste du Trophée Patty Kazmaier[2].
- Honneur All-America[2].
- Médaille de bronze aux Jeux olympiques : 1998 et 2010[3].
- Médaille de bronze aux championnats du monde : 2000, 2004[9], 2008 et 2009[1].
- Capitaine de l'équipe de Finlande[4].
- Meilleure joueuse de Finlande : 2002 et 2006[4].
- Membre du Comité olympique finlandais[2].
- Membre du Comité international olympique, présidente de sa commission des athlètes[5].